# پوکروفکا (استان آمور)
پوکروفکا (به لاتین: Pokrovka) یک منطقهٔ مسکونی در روسیه است که در استان آمور واقع شده‌است.